# Wärmepumpe Drammen
Die Wärmepumpe Drammen ist Teil des Fernwärmesystems der norwegischen Stadt Drammen (norwegisch Drammen Fjernvarme) etwa 40 Kilometer südwestlich von Oslo. Sie ist die weltweit größte klimaneutrale Wärmepumpe mit natürlichem Kältemittel.

## Technische Daten
Die Wärmepumpe wurde von Star Refrigeration produziert und im Februar 2011 fertiggestellt. Sie versorgt die Innenstadt von Drammen mit insgesamt 13,5 MW Wärmeleistung und deckt damit 85 % ihres Warmwasserbedarfs. Das Fernwärmesystem wird durch ein Biomassekraftwerk mit 8 MW Grundlast und 8 MW Reserve sowie durch einen 30-MW-Gasbrenner und ein 15-MW-Heizwerk zum Abpuffern von Lastspitzen ergänzt.
Seit 1999 muss in einigen Gebieten von Drammen die Heizanlage jedes neu gebauten Gebäudes mit mehr als 1000 m2 an das Fernwärmenetz angeschlossen werden.
Da ein gewisser Kältemittelverlust nicht zu vermeiden ist, wurde für die Wärmepumpe das natürliche Kältemittel Ammoniak ausgewählt, dessen Ozonabbau- und Treibhauspotential bei Null liegen. Im Vergleich zum Einsatz des Kältemittels 1,1,1,2-Tetrafluorethan (R-134a) wird damit pro Jahr der Ausstoß von 97,5 t CO2-Äquivalent eingespart. Nachteilig ist die Giftigkeit des Stoffes.
Die Wärmequelle ist Meerwasser aus dem Drammensfjord, das aus einer Tiefe von 40 m gefördert wird, wo die Temperatur relativ gleichbleibend 8–9 °C beträgt. Von dem flüssigen, unter niedrigem Druck stehenden Kältemittel wird es auf 4 °C abgekühlt und zurück ins Meer geleitet. Das Wasser wird dabei durch Titanröhren gepumpt, die von außen mit flüssigem Ammoniak besprüht werden, das dabei verdampft.
Mit einer Kompressionskältemaschine erhitzt das System dann Wasser von 60 °C auf je nach Wärmebedarf bis zu 90 °C, das zu Heizzwecken und für Warmwasseranlagen verwendet wird. Die Anlage hat eine mittlere Leistungszahl von etwa 3, es wird also mit der aufgewandten elektrischen Energie das dreifache an thermischer Energie gewonnen. Durch den in Norwegen günstigen Strom aus Wasserkraft ist es billiger, eine Wärmepumpe zu betreiben als eine Gasheizung. Die eingesetzten Schraubenkompressoren von Emerson Electric haben Lager mit einer Standzeit von über 120.000 Stunden.
Die Ammoniak-Wärmepumpe spart, wenn der Gaspreis aus dem Jahr 2011 zugrunde gelegt wird, im Jahr 1,6 Millionen US-Dollar im Vergleich zu Erdgas als Wärmequelle ein. Die CO2-Einsparungen belaufen sich auf etwa 13.000 t pro Jahr.
Wegen der höheren Leistungsfähigkeit von Ammoniak gegenüber Tetrafluorethan als Kältemittel bei gleicher Anlagengröße werden weitere 250.000 US-Dollar pro Jahr eingespart.